# هری بی. لیورسج
هری بی. لیورسج (انگلیسی: Harry B. Liversedge; ۲۱ سپتامبر ۱۸۹۴ – ۲۵ نوامبر ۱۹۵۱) فرد نظامی اهل ایالات متحده آمریکا بود.
وی همچنین برندهٔ جوایزی همچون نشان ستاره برنزی شده‌است.